# ده‌قلی
ده‌قلی، یک آبادی از توابع بخش جوشان ، شهرستان گلباف  در استان کرمان ایران است.

## جمعیت
این آبادی در دهستان جوشان قرار دارد و براساس سرشماری مرکز آمار ایران در سال ۱۳۹۵، سکنه آن کمتر از سه خانوار بوده‌است.